# Escalier de Cacus
L’Escalier de Cacus (Cacus était un géant adversaire d’Hercule) se trouvait dans la Rome primitive.

## Histoire
Cet escalier faisait communiquer le Germal (sommet occidental du Palatin), avant qu’il ne devienne résidence impériale, avec le Forum Boarium.
De l’escalier il ne subsiste que quelques vestiges situés sur le site des cabanes du Palatin près des restes du théâtre de Cassius Longinus de 154 av. J.-C. On raconte que tout près se trouvait la résidence de Romulus. 